# Sjöbacken

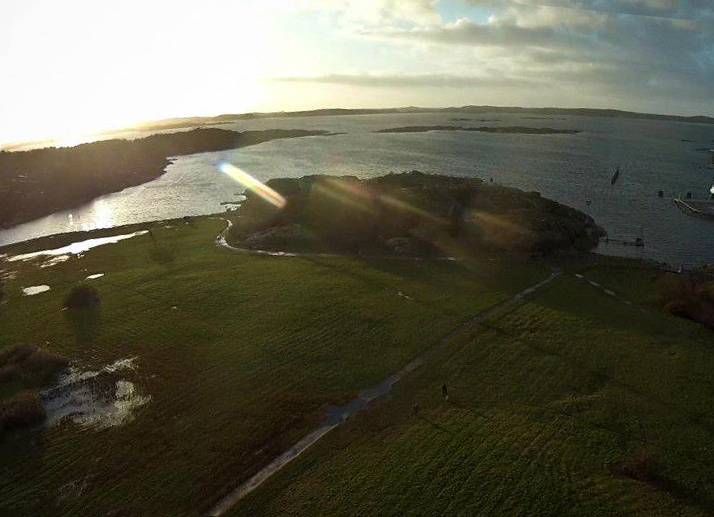
Tippen, flygfoto mot väster.

Sjöbacken (även Sjöbacka, eller i folkmun "Tippen"), är en gräsbacke mellan Önnered och Fiskebäck i Göteborg.
Tidigare en grund havsvik men under byggnationen av Frölunda Torg lades jordmassor från bygget ut här och bildade vad som idag är Sjöbacken. Ett vanligt utflyktsmål för picknick, promenader, drakflygning och andra utflykter på grund av sitt natursköna läge. Här finns även en fotbollsplan och ett vattendrag där man under kalla vintrar kan åka skridskor.